# Fábio Carvalho (calciatore 2002)
Fábio Leandro Freitas Gouveia Carvalho, meglio noto come Fábio Carvalho (Torres Vedras, 30 agosto 2002), è un calciatore portoghese con cittadinanza inglese di origini angolane, centrocampista del Brentford.

## Biografia
Carvalho nasce a Torres Vedras, nel distretto di Lisbona, da padre angolano e madre portoghese.

## Caratteristiche tecniche
È un trequartista dotato di ottima tecnica individuale, fa del controllo palla la sua arma migliore.

## Carriera

### Club

#### Gli inizi
Muove i primi passi nell'accademia dell'Olivais Sul e del Benfica, prima di trasferirsi con la famiglia a Londra nel 2013. In Inghilterra entra a far parte del settore giovanile del Balham, dove viene notato ed ingaggiato dal Fulham nel 2015.

#### Fulham
Nella squadra bianconera disputa tutte le trafile delle giovanili fino a quando, il 22 maggio 2020, ha firmato il suo primo contratto da professionista fino al 30 giugno 2022.
Ha debuttato in prima squadra il 23 settembre successivo, subentrando nel match del primo turno di League Cup vinto 2-0 contro il Sheffield Weds. La sua prima apparizione in campionato è arrivata il 1º maggio 2021 nella sconfitta contro il Chelsea, mentre il 15 maggio ha segnato il suo primo gol nella sconfitta esterna per 3-1 contro il Southampton.
Dopo essere retrocesso in Championship nella stagione 2020-2021, l'anno successivo viene inserito nella rosa della prima squadra. Nell'inizio di stagione segna tre gol nelle prime cinque partite e, grazie anche al suo rendimento nel corso dell'anno, contribuisce alla conquista dell'immediata promozione in Premier League vincendo il campionato di Championship 2021-2022. Al termine della stagione, dopo aver ricevuto la proposta di rinnovo da parte dei londinesi, decide di rifiutare e trasferirsi al Liverpool a parametro zero.

#### Liverpool

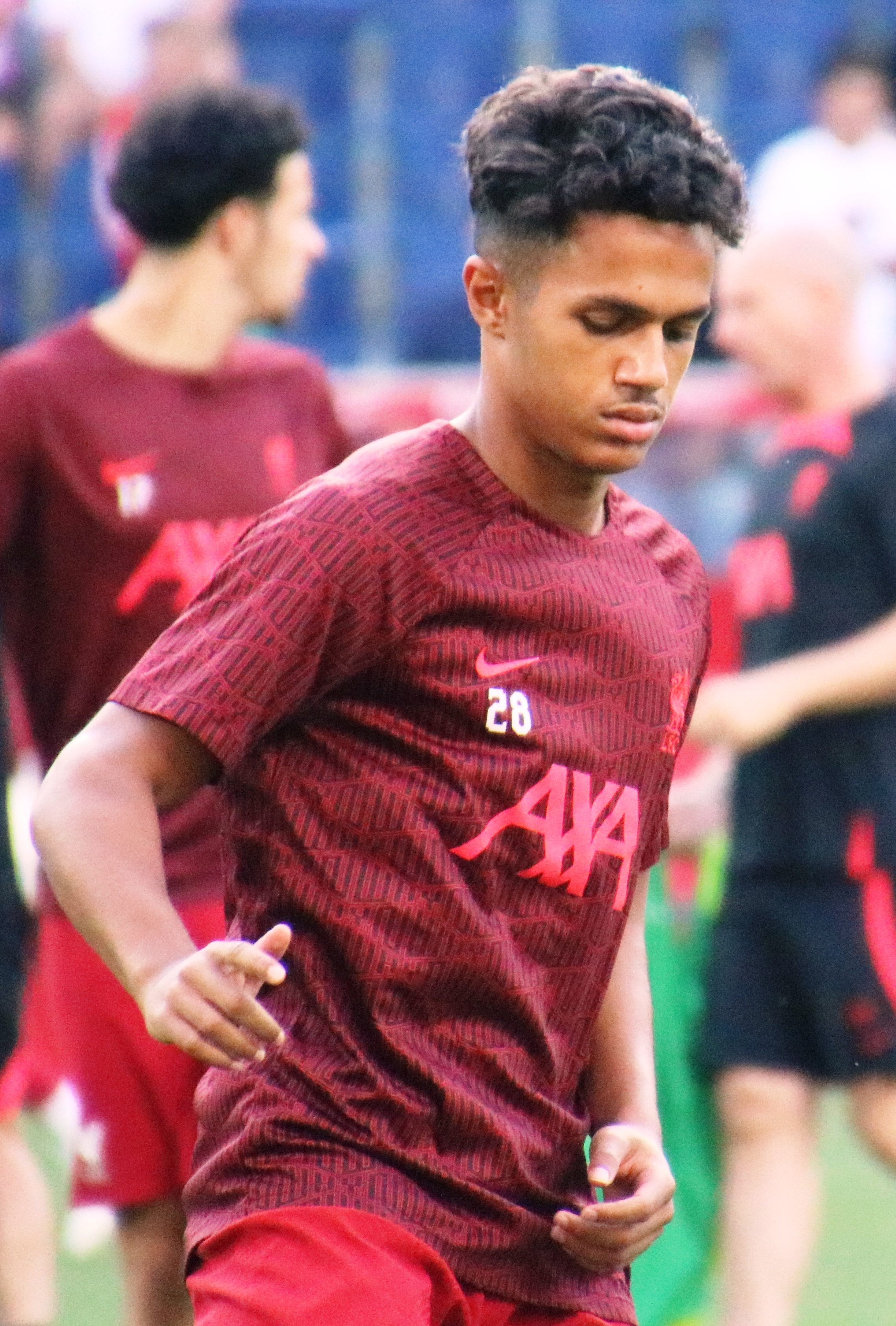
Fábio Carvalho in allenamento con il Liverpool nel 2022

Il 23 maggio 2022 sottoscrive un contratto fino al 30 giugno 2027 con il Liverpool.
Fa il suo esordio ufficiale con i reds il 30 luglio 2022, subentrando al 90⁰ (al posto di Luis Díaz) nella partita di Community Shield vinta per 3-1 sul Manchester City.
Il 27 agosto, segna il suo primo gol con il Liverpool, nel successo per 9-0 contro il Bournemouth.

#### Prestiti a RB Lipsia e Hull City
Il 30 giugno 2023, dopo una sola stagione ai Reds, viene ceduto in prestito al RB Lipsia. Il 31 dicembre 2023, visto lo scarso impiego e le sole 15 presenze complessive con il club tedesco, i Reds decidono di risolvere il prestito anticipatamente.
Il 10 gennaio 2024 viene ceduto in prestito fino al termine della stagione all'Hull City, in Championship.

#### Brentford
Il 12 agosto 2024 viene ceduto a titolo definitivo al Brentford.

### Nazionale

#### Nazionali giovanili
Con il suo arrivo in Inghilterra, gli è stata concessa la cittadinanza inglese: questo gli ha permesso di giocare per le varie selezioni giovanili inglesi, dall'Under-15 fino all'Under-18.
Il 17 marzo 2022, il C.T. della nazionale Under-21 portoghese, Rui Jorge, lo convoca per le partite di qualificazione per gli europei di categoria in Romania e Georgia, contribuendo con 4 presenze e 2 gol.

## Statistiche

### Presenze e reti nei club
Statistiche aggiornate al 30 giugno 2025.
| Stagione         | Squadra          | Campionato       | Campionato | Campionato | Coppe nazionali | Coppe nazionali | Coppe nazionali | Coppe continentali | Coppe continentali | Coppe continentali | Altre coppe | Altre coppe | Altre coppe | Totale | Totale |
| Stagione         | Squadra          | Comp             | Pres       | Reti       | Comp            | Pres            | Reti            | Comp               | Pres               | Reti               | Comp        | Pres        | Reti        | Pres   | Reti   |
| ---------------- | ---------------- | ---------------- | ---------- | ---------- | --------------- | --------------- | --------------- | ------------------ | ------------------ | ------------------ | ----------- | ----------- | ----------- | ------ | ------ |
| 2020-2021        | Fulham           | PL               | 4          | 1          | FACup+CdL       | 1+1             | 0+0             | -                  | -                  | -                  | -           | -           | -           | 6      | 1      |
| 2021-2022        | Fulham           | FLC              | 36         | 10         | FACup+CdL       | 2+0             | 1+0             | -                  | -                  | -                  | -           | -           | -           | 38     | 11     |
| Totale Fulham    | Totale Fulham    | Totale Fulham    | 40         | 11         |                 | 4               | 1               |                    | -                  | -                  |             | -           | -           | 44     | 12     |
| 2022-2023        | Liverpool        | PL               | 13         | 2          | FACup+CdL       | 1+2             | 0+1             | UCL                | 4                  | 0                  | CS          | 1           | 0           | 21     | 3      |
| lug.-dic. 2023   | RB Lipsia        | BL               | 9          | 0          | CG              | 2               | 0               | UCL                | 3                  | 0                  | SG          | 1           | 0           | 15     | 0      |
| gen.-giu. 2024   | Hull City        | FLC              | 20         | 9          | FACup+CdL       | -               | -               | -                  | -                  | -                  | -           | -           | -           | 20     | 9      |
| 2024-2025        | Brentford        | PL               | 19         | 2          | FACup+CdL       | 1+4             | 0+1             | -                  | -                  | -                  | -           | -           | -           | 24     | 3      |
| 2025-2026        | Brentford        | PL               | -          | -          | FACup+CdL       | -               | -               | -                  | -                  | -                  | -           | -           | -           | -      | -      |
| Totale Brentford | Totale Brentford | Totale Brentford | 19         | 2          |                 | 5               | 1               |                    | -                  | -                  |             | -           | -           | 24     | 3      |
| Totale carriera  | Totale carriera  | Totale carriera  | 101        | 24         |                 | 14              | 3               |                    | 7                  | 0                  |             | 2           | 0           | 124    | 27     |

### Cronologia presenze e reti in nazionale
| Cronologia completa delle presenze e delle reti in nazionale ― Portogallo under 21 | Cronologia completa delle presenze e delle reti in nazionale ― Portogallo under 21 | Cronologia completa delle presenze e delle reti in nazionale ― Portogallo under 21 | Cronologia completa delle presenze e delle reti in nazionale ― Portogallo under 21 | Cronologia completa delle presenze e delle reti in nazionale ― Portogallo under 21 | Cronologia completa delle presenze e delle reti in nazionale ― Portogallo under 21 | Cronologia completa delle presenze e delle reti in nazionale ― Portogallo under 21 | Cronologia completa delle presenze e delle reti in nazionale ― Portogallo under 21 |
| Data                                                                               | Città                                                                              | In casa                                                                            | Risultato                                                                          | Ospiti                                                                             | Competizione                                                                       | Reti                                                                               | Note                                                                               |
| ---------------------------------------------------------------------------------- | ---------------------------------------------------------------------------------- | ---------------------------------------------------------------------------------- | ---------------------------------------------------------------------------------- | ---------------------------------------------------------------------------------- | ---------------------------------------------------------------------------------- | ---------------------------------------------------------------------------------- | ---------------------------------------------------------------------------------- |
| 25-3-2022                                                                          | Portimão                                                                           | Portogallo under 21                                                                | 1 – 1                                                                              | Islanda under 21                                                                   | Qual. Europeo Under-21 2023                                                        | -                                                                                  | 80’                                                                                |
| 29-3-2022                                                                          | Tripoli                                                                            | Grecia under 21                                                                    | 0 – 4                                                                              | Portogallo under 21                                                                | Qual. Europeo Under-21 2023                                                        | 1                                                                                  | 73’                                                                                |
| 4-6-2022                                                                           | Erevan                                                                             | Bielorussia under 21                                                               | 1 – 5                                                                              | Portogallo under 21                                                                | Qual. Europeo Under-21 2023                                                        | -                                                                                  | 63’                                                                                |
| 7-6-2022                                                                           | Vaduz                                                                              | Liechtenstein under 21                                                             | 0 – 9                                                                              | Portogallo under 21                                                                | Qual. Europeo Under-21 2023                                                        | 1                                                                                  | 77’                                                                                |
| Totale                                                                             |                                                                                    | Presenze                                                                           | 4                                                                                  |                                                                                    | Reti                                                                               | 2                                                                                  |                                                                                    |

## Palmarès

### Club
- Campionato inglese di seconda divisione: 1

Fulham: 2021-2022
- Community Shield: 1

Liverpool: 2022
- Supercoppa di Germania: 1

RB Lipsia: 2023

### Individuale
- Squadra dell'anno della PFA

2021-2022